# 마그마 관입설

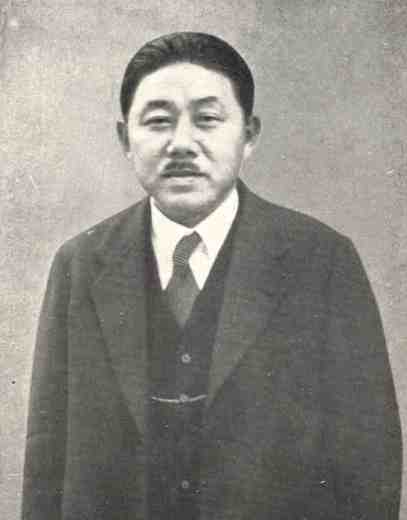
마그마 관입설을 주창한 이시모토 미시오

마그마 관입설(Magma 貫入說, magma intrusion theory) 혹은 암장관입설이란 일본의 지진학자인 이시모토 미시오(石本巳四雄)가 처음으로 주창한 지진의 발생 원인에 대한 가설이다. 지하의 액체나 가스와 같은 기체 성분이 많은 암장층(일종의 마그마)가 이동하며 발생하는 관입 과정에서 지진이 발생한다는 가설이다.
탄성반발설과 달리 지진 초동의 미는 진동이냐, 당기는 진동이냐의 초동진동해를 가지고 나온 이론이다. 암장에는 물이나 탄산 가스와 같은 여러 유체가 있는데, 온도가 급격하게 낮아지면 광물 성분이 침전되면서 여분의 가스 성분이 분리된다. 이 작용이 급격하게 일어나면 암장의 압력이 늘어나 주변 암석의 약한 부분을 뚫고 암장이 관입한다. 이 과정에서 미는 진동이 발생하고, 반대로 원래 암장이었던 지역은 압력이 낮아져 당기는 진동이 발생하는데 이시모토는 이를 통해 마그마 관입설을 처음으로 주창했다.
이시모토 미시오가 마그마 관입설을 설명한 후, 1891년에 일어난 노비 지진이 발생한 이후 네오다니 단층이 드러난 것을 본 지진학자 고토 분지로가 단층과 지진과의 관계를 확신하고 1893년 단층지진설을 처음 주창하였다. 하지만 이후에 발생한 여러 지진들, 특히나 1923년 간토 대지진에서는 눈에 보이는 단층이 없었고 당시 일본지진연구소 소장이었던 이시모토 미시오가 마그마 관입설을 다시 꺼내 마그마의 이동으로 지진이 일어난다는 가설을 발표했다.

## 같이 보기
- 화산성 지진

## 참고 문헌
- 야마지 아쓰시 (2012년 6월). “岩脈法発展史”. 《地質学雑誌》 (일본어) 118 (6): 335-350. doi:10.5575/geosoc.2012.0007. 2023년 6월 21일에 확인함.